# Kyra Gracie
Kyra Gracie Guimarães (sinh ngày 29 tháng 05 năm 1985) là một võ sĩ chuyên nghiệp Nhu thuật Ba Tây (Brazil Jiu-Jitsu – BJJ) người Brasil và là nhà vô địch thế giới môn vật. Kyra Gracie là một thành viên trong gia tộc Gracie và là một trong số ít những người phụ nữ đạt được đai đen trong BJJ và là Gracie nữ đầu tiên tích cực tham gia trong các môn thể thao. Từ nhỏ cô sống tại Hoa Kỳ, bang California. Vào năm 2009, cô trở về quê hương Brazil của mình, tuy nhiên cô vẫn duy trì thẻ xanh do Mỹ cấp. Tuy là võ sĩ chuyên nghiệp nhưng cô lại sở hữu thân hình quyến rũ, đầy nữ tính đầy nữ tính dù học võ từ nhỏ. Kyra Gracie học võ từ nhỏ, bên cạnh Jiu-jitsu, cô còn học quyền Anh, nhu đạo và môn vật. Cô cũng tham gia tập luyện để chuẩn bị bước vào thi đấu ở môn đấu vật biểu diễn.